# Vnezápnoye
Vnezápnoye (en ruso: Внезапное) es un pueblo ruso perteneciente al óblast de Kursk. Situado en el suroeste del país, forma parte del distrito de Kórenevo.
Entre el 15 de agosto y el 10 de septiembre de 2024 el pueblo fue ocupado por Ucrania en el marco de la Incursión ucraniana en el óblast de Kursk de agosto de 2024. 

## Toponimia
Otro nombre de importancia local es Vnezapne (en ucraniano: Внезапне). 

## Geografía
Vnezápnoye está situado a orillas del río Muzhitsa, 19 km al sur de Kórenevo y 106 km al suroeste de Kursk. A 5 km está la frontera entre Rusia y Ucrania, y forma parte de la región histórica de Ucrania Libre.

## Historia
El 14 de agosto de 2024, el pueblo fue escenario de una incursión en la óblast de Kursk de las Fuerzas Armadas de Ucrania en el transcurso de la guerra ruso-ucraniana.El 15 de agosto, el gobierno ucraniano anunció la formación de una administración militar para brindar ayuda humanitaria a los civiles y mantener la ley y el orden, donde se integró a Vnezápnoye.
Posteriormente, el Ministerio de Defensa de Rusia afirmó que el asentamiento había sido liberado el 10 de septiembre de 2024 por las tropas rusas.

## Demografía
La evolución demográfica de Vnezápnoye entre 2002 y 2010 fue la siguiente:
| 309                            | 245 |
| (Fuente: Population of Russia) |     |